# Dyskobolia Grodzisk Wielkopolski
A Dyskobolia Grodzisk Wielkopolski egy labdarúgócsapat a lengyelországi Grodzisk Wielkopolskiban. 1922-ben alapították.

## Eredményei
- Lengyel kupagyőztes: 2005, 2007

## Jelenlegi játékosok
| #  |         | Poszt | Név                  |
| -- | ------- | ----- | -------------------- |
| 1  | lengyel | K     | Michał Gliwa         |
| 2  | cseh    | V     | Radek Mynář          |
| 3  | lengyel | V     | Adrian Bartkowiak    |
| 4  | macedón | V     | Vlade Lazarevski     |
| 5  | lengyel | V     | Bartosz Olejniczak   |
| 6  | lengyel | KP    | Tomasz Jodłowiec     |
| 7  | lengyel | KP    | Piotr Piechniak      |
| 8  | macedón | CS    | Filip Ivanovski      |
| 9  | lengyel | CS    | Adrian Sikora        |
| 10 | lengyel | KP    | Amadeusz Kłodawski   |
| 11 | lengyel | KP    | Marek Sokołowski     |
| 12 | lengyel | K     | Sebastian Przyrowski |
| 15 | lengyel | V     | Błażej Telichowski   |
| 16 | lengyel | CS    | Szymon Kaźmierowski  |

| #  |         | Poszt | Név                 |
| -- | ------- | ----- | ------------------- |
| 17 | lengyel | V     | Łukasz Tupalski     |
| 18 | lengyel | V     | Igor Kozioł         |
| 19 | lengyel | KP    | Radosław Nolka      |
| 20 | lengyel | KP    | Jarosław Lato       |
| 21 | lengyel | KP    | Mariusz Muszalik    |
| 22 | lengyel | KP    | Piotr Rocki         |
| 23 | lengyel | KP    | Radosław Majewski   |
| 24 | lengyel | CS    | Mateusz Żyła        |
| 25 | lengyel | KP    | Sergio Batata       |
| 26 | macedón | V     | Panče Ḱumbev        |
| 27 | szlovák | KP    | Peter Babnič        |
| 30 | lengyel | K     | Dariusz Brzostowski |
| -- | azeri   | V     | Saşa Yunisoğlu      |
| -- | lengyel | KP    | Mateusz Pikul       |